# Park Handlowy Matarnia
Park Handlowy Matarnia – park handlowy w gdańskim osiedlu Matarnia, przy ul. Złota Karczma 26, otwarty 23 listopada 2005. Od 1998 w tym miejscu znajdują się sklep meblowy IKEA oraz market budowlany OBI.
Park Handlowy Matarnia to drugie pod względem wielkości centrum handlowe w Trójmieście (po CH Riviera) łączące ofertę meblową i modową. Sklepy zlokalizowane są wzdłuż alejek otoczonych zielenią.
Centrum znajduje się przy obwodnicy trójmiejskiej S6, 10 km od centrum Gdańska i 2 km od lotniska.

## Dane techniczne
- Inwestor: Inter IKEA Centre Polska S.A.[1]
- Otwarcie obiektu: 23 listopada 2005
- Powierzchnia handlowo-usługowa: 69 000 m²[1]

## Położenie
Park Handlowy Matarnia położony jest pomiędzy następującymi ulicami:
- od strony wschodniej – ul. Złota Karczma
- od strony północnej – ul. Słowackiego
- od strony zachodniej – Obwodnica Trójmiasta

## Budynek
Park handlowy posiada jedną kondygnację naziemną oraz jedną podziemną, przeznaczoną na parking podziemny o pojemności 1300 miejsc. Na powierzchni również znajdują się miejsca parkingowe – jest ich 700.

## Handel
W Parku Handlowym Matarnia znajduje się łącznie ponad 60 sklepów, z ofertą modową i meblową, a także kawiarnie i restauracje.